# Pool (cigarett)
Pool är ett nederländskt cigarettmärke  som tillverkas av Heupink & Bloemen Tabak B.V, vilka även tillverkar Black Devil. 
Pool introducerades på den svenska marknaden 2005 av den för Heupink & Bloemen svenska generalagenten Nordic Tobacco.